# تشارلز د. كارتر
تشارلز د. كارتر (بالإنجليزية: Charles D. Carter)‏ هو سياسي أمريكي، ولد في 16 أغسطس 1868 في الولايات المتحدة، وتوفي بنفس المكان في 9 أبريل 1929. حزبياً، نشط في الحزب الديمقراطي. انتخب عضو مجلس النواب الأمريكي.